# Écozone néotropicale : plantes à graines par nom scientifique (W)

## We

### Web
- Weberbauerocereus - fam. Cactacées (Cactus)
  - Weberbauerocereus churinensis
  - Weberbauerocereus cuzcoensis
  - Weberbauerocereus johnsonii
  - Weberbauerocereus longicomus
  - Weberbauerocereus rauhii
  - Weberbauerocereus torataensis
  - Weberbauerocereus weberbaueri
  - Weberbauerocereus winterianus

- Weberocereus - fam. Cactacées (Cactus)
  - Weberocereus biolleyi
  - Weberocereus bradei
  - Weberocereus glaber
  - Weberocereus imitans
  - Weberocereus panamensis
  - Weberocereus rosei
  - Weberocereus tonduzii
  - Weberocereus trichophorus
  - Weberocereus tunilla